# Landessozialgericht Hamburg

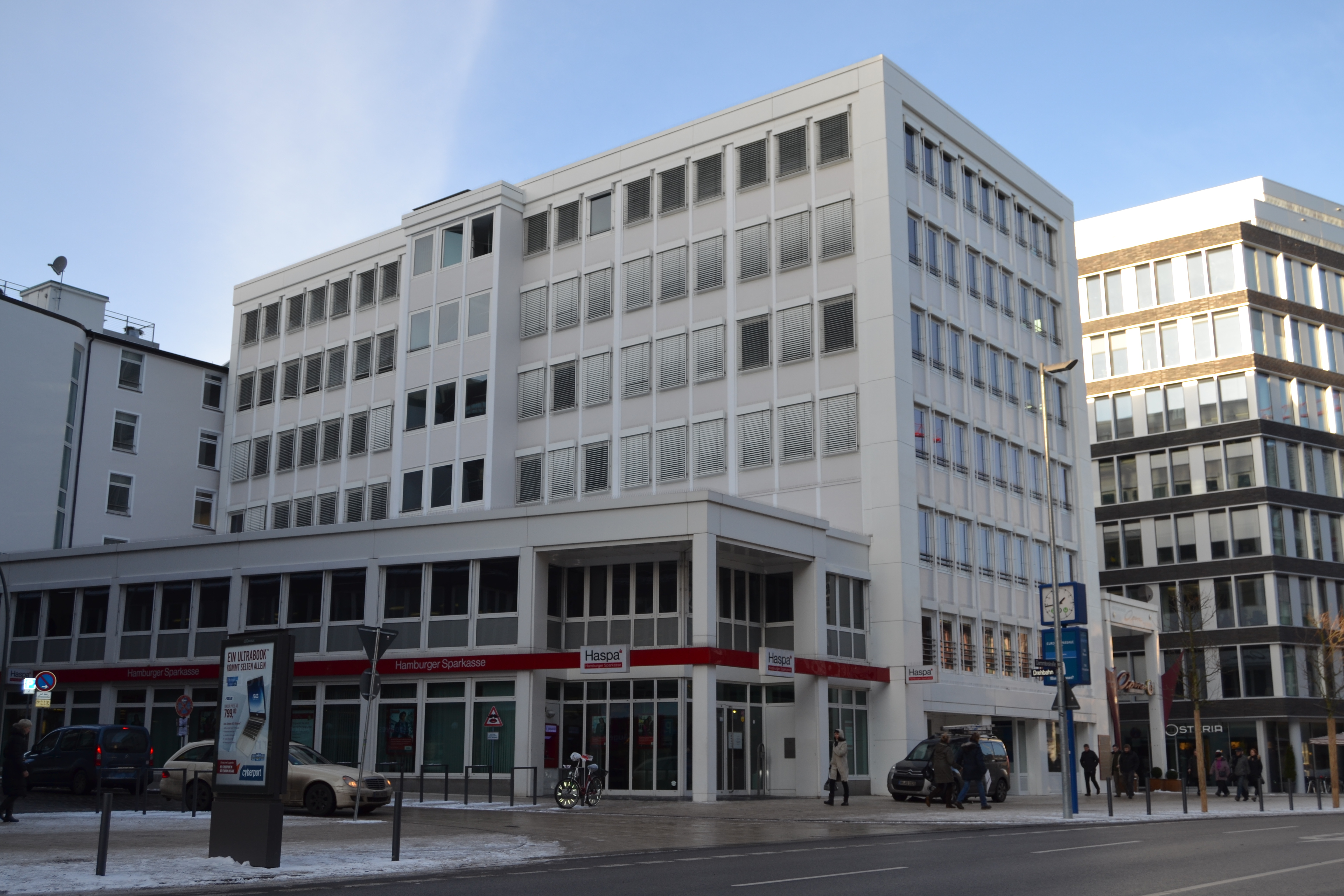
Das Dienstgebäude des Landessozialgerichts Hamburg

Das Landessozialgericht Hamburg (kurz LSG Hamburg) ist das höchste Landesgericht der Sozialgerichtsbarkeit der Freien und Hansestadt Hamburg. Am 1. April 1996 wurde Anke Schafft-Stegemann als erste Frau zur Präsidentin des Landessozialgerichts Hamburg berufen. Seit September 2014 ist Wolfgang Siewert Präsident,  Vizepräsidentin ist Ariane Abayan.

## Gerichtssitz und -bezirk
Sitz und Bezirk des Gerichts ist die Freie und Hansestadt Hamburg.

## Gerichtsgebäude
Die Adresse des Landessozialgerichtes ist – wie diejenige des Sozialgerichtes –:
Dammtorstraße 7

20354 Hamburg

## Leitung
- 1958–1961: Herbert Völcker, * 26. August 1894
- Ab 1. Juli 1971: Harald Pickel, * 24. August 1925; † 21. März 2004
- Ab 1. Oktober 1987: Claus von Borstel, * 16. Mai 1930
- Ab 1. April 1996: Anke Schafft-Stegemann, * 12. Juni 1937
- Seit September 2014: Wolfgang Siewert

## Instanzenzug
Dem Landessozialgericht Hamburg übergeordnet ist das Bundessozialgericht, ihm untergeordnet das Sozialgericht Hamburg.